# David Lowery (Fußballspieler)
David Lowery (* 20. Januar 1984) ist ein englischer Fußballspieler, der für die Nationalmannschaft der Turks- und Caicosinseln aufläuft.

## Karriere

### Verein
Lowery spielte in seiner Jugend unter anderem für die U-16 von Tottenham Hotspur. Später spielte er im Nordosten Englands für verschiedene Amateurvereine und hatte stets eine hohe Torquote zu verzeichnen.
2006 wechselte er in die Turks- und Caicosinseln zu SWA Sharks FC, wo er seitdem spielt.

### Nationalmannschaft
Sein Debüt für die Nationalmannschaft der Turks- und Caicosinseln gab Lowery am 6. Februar 2008 gegen die Nationalmannschaft von St. Lucia im Rahmen der Qualifikation für die WM 2010. Das Spiel gewannen die Turks- und Caicosinseln mit 2:1, Lowery erzielte einen Treffer. Anschließend war er auch im Rückspiel im Einsatz, welches aber diesmal mit 0:2 verloren wurde. Seitdem wurde er nicht mehr in die Nationalmannschaft berufen.